# Regione di Los Ríos
La regione di Los Ríos chiamata anche XIV Región è una regione del Cile centrale.

## Geografia antropica

### Suddivisioni amministrative
La regione di Los Ríos, il cui capoluogo è la città di Valdivia, è divisa in due province. 
- Provincia di Ranco, con capoluogo La Unión
- Provincia di Valdivia, con capoluogo Valdivia

Le province sono a loro volta divise in 12 comuni:
| Provincia di Valdivia (capoluogo Valdivia) |          |             |           |
| Corral                                     | Lanco    | Los Lagos   | Máfil     |
| Mariquina                                  | Paillaco | Panguipulli | Valdivia  |
| Provincia di Ranco (capoluogo La Unión)    |          |             |           |
| Futrono                                    | La Unión | Lago Ranco  | Río Bueno |